# 電波少年シリーズ
電波少年シリーズ（でんぱしょうねんシリーズ）は、1992年より断続的に制作されているバラエティ番組のシリーズ。

## 概要
日本テレビ系列にて、1992年7月より放送が始まった『進め!電波少年』に端を発したもので、いわゆるつなぎ番組として立ち上げられながらも、「アポなしロケ」や「ヒッチハイクの旅」、それに「懸賞生活」など、無名の若手お笑いタレントによる数々の奇抜な体当たり企画で人気を博し、全盛期には視聴率30.4パーセントを記録。日本テレビの1990年代黄金期を支えた番組の一つとしても数えられている。
他方で、一連の体当たり企画の奇抜さは、総合演出を務めた土屋敏男でさえも「あんなに放送する局に負荷のかかる番組はない」と回顧するほどに、出演者やスタッフに過酷な制作を強いた。10年あまりに及んだ、日本テレビ系列でのレギュラー放送が『雲と波と少年と』（2003年）を最後に終了し、それから20年近くを経て土屋がWOWOW版のオファーを受けた際にも、この過酷ぶりを思い出し一度は「できる訳がないなあ」と苦虫を潰したが、同期の田中晃から再びオファーされたことで、WOWOW版が『電波少年W』として実現した。同番組も本シリーズの流れは汲んでいるものの、前述した体当たり企画などが主体であった従前までのシリーズ各番組とは、趣を異とした番組内容とされた（詳細は後述）。

### 放送時間
放送時間は、『進め!電波少年』と『進ぬ!電波少年』は日曜22時台後半、『電波少年に毛が生えた 最後の聖戦』と『雲と波と少年と』は土曜22時台と、一貫して週末の22時台（プライムタイム）にて放送されていたが、プライムタイムの番組では通常見られないような深夜番組の様な奇抜な内容の企画が多かったためか、本シリーズが「深夜番組」であったと勘違いして記憶している視聴者も多い。

### その他
番組内でのナレーションは、一部を除き木村匡也が担当。オープニングテーマ曲はこちらも一部を除き、BEYONDの「The Wall 〜長城〜」が使用されている。
『進め!』後半からのいわゆる「電波少年的○○」企画は、無名の若手お笑い芸人（コンビ）が『仮面ライダー』のショッカー戦闘員風の衣装を着たスタッフに取り囲まれ、そのまま拉致されるシーンから始まるのがパターンとなっていた。同様に、『進ぬ!』以降および『雷波少年』では前出の土屋が「Tプロデューサー（後にT部長）」として、企画開始に先立って芸人たちに使命を伝えるというパターンも、番組内では度々見られた。

## 番組一覧
特記のないものはいずれも日本テレビ系列にて放送。
レギュラー放送
- 進め!電波少年（1992年7月5日 - 1998年1月1日）[注 2]
- 進ぬ!電波少年（1998年1月11日 - 2002年9月29日）
- 電波少年に毛が生えた 最後の聖戦（2002年10月12日 - 2003年1月11日）
- 雷波少年（1998年4月5日 - 2002年3月31日）
  - 姉妹番組として、日曜午前にて放送。
- 雲と波と少年と（2003年1月18日 - 2月22日）
  - それまでとは路線を大きく変え、「癒し」をテーマとした番組内容が志向されたが、低視聴率のため6回で終了した。
- 電波少年W 〜あなたのテレビの記憶を集めた〜い!〜（WOWOW、2021年1月16日 - 2021年12月20日）
  - タイトルにもあるように、番組制作の関係者による証言や視聴者からの情報を通して「テレビの記憶」を掘り起こすという番組内容である。

特別番組
- 電波少年INTERNATIONAL（1994年8月24日 - 1998年3月29日） - 全15回。
- 松村邦洋のひとり電波（1997年11月7日・10日）
- いけ年こい年
  - 雷電スペシャル いけ年こい年1999〜2000（1999年12月31日）
  - いけ年こい年 世紀越えスペシャル2000〜2001（2000年12月31日）
- 雷電為右衛門
  - 雷電為右衛門（1999年7月3日）
  - 二代目雷電為右衛門（2000年4月8日）
  - 三代目雷電為右衛門（2000年10月7日）
  - 雷電為右衛門千秋楽（2002年3月31日）
- おもいッきり雪波少年・仰天！雪まつり生中継[3][4]（2002年2月12日）
  - 『午後は○○おもいッきりテレビ』と合同で行われた、さっぽろ雪まつりの特集番組。
- 電波少年 恥ずかしながら帰って参りましたスペシャル（2003年3月1日・8日）
  - 前出の『雲と波と少年と』の早期打ち切りに伴うつなぎ番組。
- 復活!電波少年モィ!雷波もねん（2010年3月31日）
  - DVD『電波少年BEST OF BEST 雷波もね』の宣伝番組。

衛星放送
- 電波少年的放送局（2002年4月1日 - 2003年6月30日）
  - CS日テレによる衛星放送チャンネル。
  - 電波少年的放送局企画部 放送作家トキワ荘

インターネット配信
- 新電波少年
- 電波少年的懸賞生活2009（2009年10月8日 - 10月10日）
- 電波少年2010 人はツブヤキだけで生きていけるか?（2010年）
  - 上記3番組とも、日本テレビのインターネット動画配信サービス「第2日本テレビ」にて配信を実施。同サービスでは、本シリーズのプロデューサーでもある土屋敏男が編集長を務めていた。

## 映像ソフト

### VHS
発売元：バップ
- 電波少年インターナショナル〜はじめてのおつかい・国境編/キャイーン'Sカット〜（1996年7月1日 VPVF-60822）
- 猿岩石ユーラシア大陸横断ヒッチハイク
  - Part.1「極限のアジア編」（1996年11月11日 VPVF-60833）
  - Part.2「怒濤のヨーロッパ編」（1996年11月21日 VPVF-60834）
- 猿岩石外伝〜室井滋のトルコ大追跡！（1996年11月21日 VPVF-60835）
- 猿岩石ユーラシア大陸ヒッチハイク 完全未公開版 最後のビデオ（1997年2月5日 VPVF-60850）
- ドロンズ南北アメリカ大陸横断ヒッチハイク
  - Part.1「青雲のラテン編」（1997年8月6日 VPVF-60859）
  - Part.2「驚天動地のペルー編」（1997年8月6日 VPVF-60860）
  - Part.3「魔境の中米編」（1998年3月1日 VPVF-60861）
  - Part.4「極北の夢 完結編」（1998年3月1日 VPVF-60862）
- 朋友(パンヤオ) アフリカ・ヨーロッパ大陸縦断ヒッチハイク
  - Part.1「アフリカ・風雲の志編」（1998年11月21日 VPVF-61001）
  - Part.2「北半球・熱涙の完結編」（1999年1月16日 VPVF-61002）
- なすびの電波少年的懸賞生活のすすめ
  - 其の壱（1998年9月5日 VPVF-60890）
  - 完結篇（1999年5月21日 VPVF-61027）
- 電波少年的 超能力生活 完全ノーカットシリーズ
  - (1) 五択の安田 奇跡の16連勝（1999年8月27日 VPVF-69264）
  - (2) 五択の安田 栄光の20連勝（1999年8月27日 VPVF-69265）
- 電波少年的 地球防衛軍ショー WORLD TOUR 2000 IN JAPAN 伝説の最終公演（2000年10月8日 VPVF-61070）

### DVD
発売元・販売元：バップ
- 電波少年 BEST OF BEST 雷波もね！（2010年4月9日発売、VPBF-13434）

- 渋谷のチーマーを更生させたい！/ 松村邦洋
- 豪邸のトイレでウンコがしたい！〜香港で下剤編〜/ 松村邦洋
- 村山富市の長い眉毛を切りたい！/ 松村邦洋
- タイのジャングルで虎と戦いたい！/ 松本明子
- アラファト議長とてんとう虫のサンバをダジャレたい！/ 松本明子
- 世界で男を磨きたい！〜マフィアのドン〜/ 山崎邦正
- おせち(人喰いザメを捕まえて蒲鉾を食べたい！)/ 出川哲朗
- ユーラシア大陸横断ヒッチハイク/ 猿岩石
- アフリカ・ヨーロッパ大陸縦断ヒッチハイク/ 朋友
- 電波少年的懸賞生活/ なすび
- 電波少年的無人島脱出 仙台〜インドでボートを見た瞬間まで/ Rマニア
- 鮒子のViva★特売！/ 椿鮒子
- ドロンズのドンキホーテ！日本を行く！/ ドロンズ、ロシナンテ
- 熱狂的巨人ファンシリーズ〜1998年の一人でやってるシリーズ〜/ 安藤哲也
- アジアの歌姫/ 室井滋

- 電波少年的事件簿（2010年7月23日発売、VPBF-13435）

- 松村邦洋、砂漠で遭難！
- 出川事件2連発!! スタッフ鮫に咬まれる?! 出川哲朗ゲイに犯される?!
- ヨーデルとカンツォーネ ロケ中止、映像ないままオンエア断行
- 松村降板騒動
- キャイーン・ウド、インドで行方不明！
- ウド、喉をつまらせて死にかける?!
- ロシナンテに経歴詐称疑惑浮上
- 電波少年的ハルマゲドン 芸人脱走
- 東大一直線 初代脱走
- 松村 オーストラリアで車事故
- ドロンズ 事件3連発 同行ディレクター暴行を受ける 盗難に遭う 車横転事故
- ペナントレース 11日間絶食?! ドクターストップかかる
- 日本ポッチャリ党 自転車遠征 交通事故に遭う
- 猿岩石 飛行機に乗っていた

特典映像
- 豪邸のトイレでウンコがしたいPART2&3/ 松村邦洋

- 電波少年 怒涛のリクエスト集（2010年9月15日発売、VPBF-13436）

- 牛のゲップを吸いきりたい！/ 松村邦洋
- 牛のゲップを吸いきりたい！2/ 松村邦洋・出川哲朗・山崎邦正・ウド鈴木（キャイ〜ン）
- 高価な茶碗でご飯を食べたい！/ 松本明子
- 人間国宝を磨きたい！/ 松村邦洋
- カナダから「カナダからの手紙」をデュエットしたい！/ 松村邦洋
- 金銀財宝を手にしたい！/ 松本明子
- 東京の悪い子をこらしめたい！/ 松村邦洋
- エアマックス狩りを注意したい！/ 松村邦洋
- 友人・出川さんにお詫びがしたい！/ 松村邦洋
- ダイアナ妃の遺志を継ぎたい！/ 松本明子
- 大晦日108つバウ/ 松村邦洋
- マンデラ大統領に「ヨッ大統領 にくいねコノー！」/ 松村邦洋
- はじめてのおつかい「この帽子ドイツんだ？オランダ！」/ キャイ〜ン
- 男を磨く旅「牛追い祭」/ 山崎邦正
- 本当に強いのか？体を張って確かめたい！シリーズ/ 松村邦洋
「カンフースター」「アフリカライオン」「カナダの熊」「人喰いワニ」「マウンテンゴリラ」「コモドドラゴン」
- 世界の助っ人 アンコールワット編/ ハウス加賀谷
- ロマンチックを忘れないで カッパ編/ モンモン
- アポなしサンタ/ 松本明子・松村邦洋

特典映像
- 豪邸のトイレでウンコがしたいPART4&5/ 松村邦洋

- 電波少年 感動のゴール集（2010年9月15日発売、VPBF-13437）

- ユーラシア大陸横断ヒッチハイク/ 猿岩石
- アメリカ横断ヒッチハイク / ドロンズ
- スワンの旅/ Rマニア
- ラストチャンス/ Something ELse
- ラストツアー/ Bluem of Youth
- 15少女漂流記
- 東大一直線〜どこでもいいから一直線/ 坂本ちゃん＆ケイコ先生

特典映像
- 豪邸のトイレでウンコがしたいPART6&7/ 松村邦洋

## ゲームソフト
発売元：ハドソン
- 電波少年的ゲーム（1998年3月5日、セガサターン、1998年4月2日、PlayStation）
- 電波少年的懸賞生活〜なすびの部屋（1998年8月17日、Windows 95）[5]
- 電波少年的懸賞生活 なすびの部屋（1999年7月22日、ドリームキャスト）[6]